# Ptochophyle anthocroca
Ptochophyle anthocroca là một loài bướm đêm trong họ Geometridae.